# 学校法人富士見丘学園
学校法人富士見丘学園（がっこうほうじんふじみがおかがくえん）は、静岡県沼津市にある学校法人。

## 沿革
- 1965年 富士見丘女子短期大学を設置。
- 1969年 富士見丘女子短期大学の募集を停止。

## 本部の所在地
- 静岡県沼津市沼北町2-9-12

## 運営学校
- 富士見丘女子短期大学：2009年に廃校。